# Vieux Sarepta
Pour la ville phénicienne, voir Sarepta.
Sarepta ou Vieux Sarepta (en russe : Старая Сарепта, Staraïa Sarepta) est un quartier de Volgograd, en Russie.
Sarepta fut fondée à 28 kilomètres au sud de Tsaritsyne par les Frères Moraves en 1765 lorsque Catherine II chercha à attirer des colons allemands (dits allemands de la Volga) pour développer la culture agricole au sud de la Russie et assurer la défense contre les invasions des Kalmouks, des Kazakhs, et des Tatars. Les colons fondent le village sous le nom biblique de Sarepta qui rappelle le nom de la rivière qui le baigne, la Sarpa, qui se jette non loin dans la Volga. La voyageuse française Adèle Hommaire de Hell en fait une description savoureuse lors de son voyage en 1840. Elle écrit notamment : « Qu'on se figure une jolie petite ville d'Allemagne avec ses maisons à pignons, ses arbres fruitiers, ses fontaines, ses promenades, sa propreté minutieuse, son bien-être et son heureuse population, et l'on n'aura qu'une faible idée de Sarepta... »
Portant un nom biblique renvoyant à un épisode du livre des Rois (la veuve de Sarepte), la ville est renommée Krasnoarmeïsk (« Armée rouge ») en 1920. Elle est absorbée par Volgograd en 1931 et forme depuis 1944 l'arrondissement de Krasnoarmeïsk.
Sarepta présente un ensemble de bâtiments du XVIIIe siècle qui a échappé aux bombardements de la bataille de Stalingrad. C'est depuis 1990 un musée à ciel ouvert appelé « musée historique et ethnographie du Vieux Sarepta ». Ulrich Brandenburg, ambassadeur d’Allemagne en Russie, s’est rendu en visite au Vieux Sarepta pour les 70 ans de la Bataille de Stalingrad.